# Telebasis divaricata
Telebasis divaricata là một loài chuồn chuồn kim trong họ Coenagrionidae.
Telebasis divaricata được miêu tả khoa học năm 2010 bởi Machado.